# Ostorhal
Az ostorhal vagy más néven zászlós korallhal (latinul Heniochus acuminatus) az Indiai-óceán és a Csendes-óceán vizeiben élő halfajta.

## Leírás
Teste elnyúlt, ellipszis alakú, nagy hegyes fejrésszel és kis szájjal. Különösen idősebb hímeken vehető jól ki a meredek homlok, az ún. „kosfej”. Hátúszója erősen megnyúlt. Farok alatti úszója kisebb arányban nyújtott, de mindkettő hegyes. Farokúszója kerek, has alatti úszója megnyúlt, különösen a második sugara. Nagy pikkelyei a hátrészén sötétebb szürkésezüst vagy halványsárga színűek.

## Életmódja
Rajokban úsznak. Nem fenyegetett.